# Квинел
Квинел (англ. Quesnel) — город в Канаде, в провинции Британская Колумбия, в составе регионального округа Карибу.

## Демография
По данным переписи 2016 года город насчитывал 9879 человек, показав сокращение на 1,3 % по сравнению с 2011 годом. Средняя плотность населения составила 279,2 человек/км².
Из двух официальных языков Канады обоими одновременно владели 355 жителей, только английским — 9 330, только французским — 5, а 40 — ни одним из двух. Всего 815 человек считали родным языком не один из официальных, из них 45 — один из языков коренных народов Канады, а 15 — украинский.
Трудоспособное население составило 58,1 % всего населения, уровень безработицы — 11,3 % (11,7 % среди мужчин и 10,8 % среди женщин). 91,1 % человек были наемными работниками, а 7,1 % — самозанятыми.
Средний доход на человека составлял $42 663 (медиана $30 794), при этом для мужчин — $55 556, а для женщин $30 202 (медианы — $44 471 и $23 622 соответственно).
33 % жителей имели законченное школьное образование, не имели законченного школьного образования — 28,2 %, 38,7 % имели послешкольное образование, из которых 27,9 % имели диплом бакалавра, или высший.

## Климат
Средняя годовая температура составляет 5,4 °C, средняя максимальная — 21,6 °C, а средняя минимальная — −15,1 °C. Среднее годовое количество осадков — 522 мм.